# Rawalpindi (quận)
Quận Lahore là một quận thuộc tỉnh Punjab, Pakistan. Quận có diện tích 5.286  km², dân số năm 1996 là 3.363.911 người với mật độ 636 người/ km². Thủ phủ là thành phố Rawalpindi.